# 보르나 바리시치
보르나 바리시치(크로아티아어: Borna Barišić, 1992년 11월 10일~)는 크로아티아의 축구 선수이다. 포지션은 레프트 백이며, 현재 스코티시 프리미어십의 레인저스 FC에서 활약하고 있다.